# Lampranthus
Lampranthus é um género botânico pertencente à família Aizoaceae. Também conhecidas como Vygie.
1. ↑  «Lampranthus — World Flora Online». www.worldfloraonline.org. Consultado em 19 de agosto de 2020